# Nyctinomops macrotis
Nyctinomops macrotis is een zoogdier uit de familie van de bulvleermuizen (Molossidae). De wetenschappelijke naam van de soort werd voor het eerst geldig gepubliceerd door Gray in 1840.

## Voorkomen
De soort komt voor in Argentinië, Brazilië, Canada, Colombia, Cuba, de Dominicaanse Republiek, Ecuador, Frans-Guyana, Guyana, Haïti, Jamaica, Suriname, Mexico en de Verenigde Staten.